# Brunei (fleuve)
Pour les articles homonymes, voir Brunei.
Le Brunei (en malais : Sungai Brunei) est un fleuve du Sultanat de Brunei qui prend sa source dans les régions Ouest du pays et coule en direction du Nord-Est vers la baie de Brunei qu'il atteint après un parcours de 41 km.
Le cours inférieur du fleuve traverse les zones densément peuplée de la capitale du sultanat, Bandar Seri Begawan.
En 2006, le Ministère de l'Environnement, des Parcs et des Loisirs (Jastre) du sultanat de Brunei, a lancé une campagne de nettoyage du fleuve. Un total de 3,9 millions de dollars a été alloué pour le projet d'assainissement, en plus d'un montant de 90 000 $ pour la collecte au porte-à-porte des déchets.

## Histoire
Le sultanat de Brunei contrôlait autrefois tout Bornéo, y compris certaines parties des Philippines et de l'Indonésie. L'épaisse jungle de la région signifie que le moyen de transport et de communication s'est toujours fait par bateau. Cela a conduit à l’établissement de colonies traditionnelles au bord des rivières et des cours d’eau. Ces voies navigables assuraient un transport pratique à travers un environnement de jungle et un approvisionnement en nourriture.
En 2006, le Ministère de l'Environnement, des Parcs et des Loisirs (Jastre) de sultanat de Brunei, a lancé une campagne de nettoyage du fleuve. Un total de 3,9 millions de dollars a été alloué pour le projet d'assainissement, en plus d'un montant de 90 000 $ pour la collecte au porte-à-porte des déchets.